# Emmanuel-Philibert de Savoie (1869-1931)
Pour les articles homonymes, voir Emmanuel-Philibert de Savoie.
 (novembre 2021).
Si vous disposez d'ouvrages ou d'articles de référence ou si vous connaissez des sites web de qualité traitant du thème abordé ici, merci de compléter l'article en donnant les références utiles à sa vérifiabilité et en les liant à la section « Notes et références ».
Titre
Prince héritier d'Espagne
2 janvier 1871 – 11 février 1873
(2 ans, 1 mois et 9 jours)
Emmanuel-Philibert de Savoie, deuxième duc d'Aoste, né le 13 janvier 1869 à Gênes et mort le 4 juillet 1931 à Turin, est un membre de la famille royale italienne et un général de l'armée de son pays.

## Famille
Emmanuel-Philibert est le fils aîné d'Amédée de Savoie-Aoste (1845-1890), premier duc d'Aoste et roi élu d'Espagne sous le nom d'Amédée Ier (1870-1873), et de son épouse la princesse Maria Victoria del Pozzo della Cisterna (1847-1876). Par son père, Emmanuel-Philibert est également le petit-fils du roi Victor-Emmanuel II d'Italie (1820-1878).
Le 25 juin 1895, le prince épouse, à Kingston-sur-la-Tamise, en Angleterre, la princesse française Hélène d'Orléans (1871-1951), fille du prétendant orléaniste à la couronne de France, Philippe VII (1838-1894), comte de Paris, et de son épouse la princesse Marie-Isabelle d'Orléans-Montpensier (1848-1919), infante d'Espagne.
De ce mariage naissent deux fils :
- Amédée II de Savoie-Aoste (1898-1942), troisième duc d'Aoste et vice-roi d'Éthiopie, qui épouse sa cousine la princesse Anne d'Orléans, fille du prétendant orléaniste français Jean d'Orléans, duc de Guise ;
- Aymon de Savoie-Aoste (1900-1948), duc de Spolète puis quatrième duc d'Aoste à la mort de son frère. Proclamé roi de l'État fantoche de Croatie, le 18 mai 1941, sous le nom de Tomislav II, il ne peut régner et abdique le 31 juillet 1943 sans avoir jamais mis les pieds dans son nouveau pays. Le 1er juillet 1939, il épouse la princesse Irène de Grèce, fille du roi Constantin Ier.

## Biographie

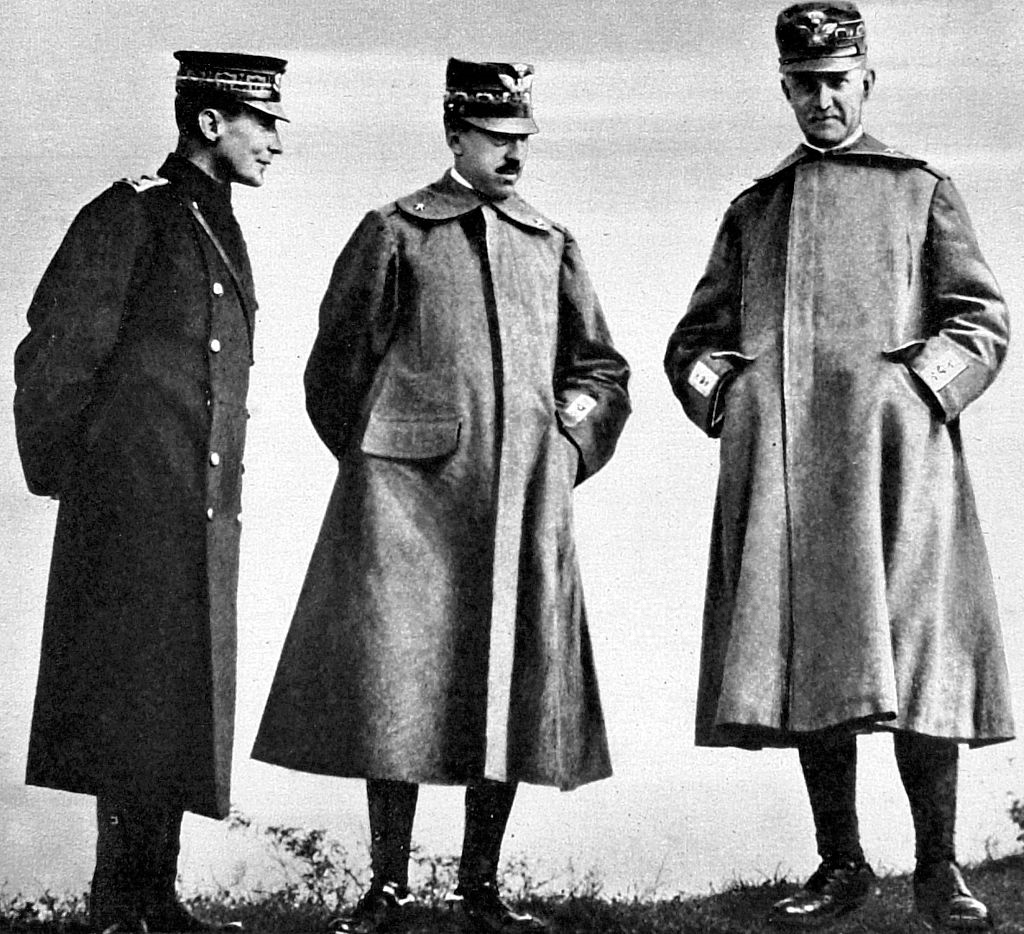
Sur le front avec le duc des Abruzes et le comte de Turin.

Né prince d'Italie, malgré le mariage inégal de ses parents, Emmanuel-Philibert devient prince des Asturies et infant d'Espagne pendant le règne de son père, entre 1870 et 1873. Mais, une fois les Bourbons restaurés dans ce pays en la personne du roi Alphonse XII, Emmanuel-Philibert ne revendique plus jamais ces titres.
En 1905, le prince intègre l'armée italienne à Naples et reçoit le grade de commandant. Pendant la Première Guerre mondiale, il participe avec succès aux campagnes contre l'Empire austro-hongrois et est nommé commandant de la 3e armée du roi Victor-Emmanuel III. Invaincu pendant toute la durée du conflit, il reçoit le surnom de Duca Invitto (« Duc Invaincu »). À la fin de la guerre, le prince est nommé maréchal d'Italie et sénateur du Royaume en récompense de ses services. En outre, le duc d'Aoste aurait pu, durant cette période, être intronisé régent en cas de décès du souverain pendant la minorité du prince Humbert.
En 1922, année de la grande marche fasciste sur Rome, la rumeur veut que le duc d'Aoste soit proposé comme roi d'Italie au cas où le souverain légitime, Victor-Emmanuel III, s'opposerait à Mussolini. Cependant, l'événement n'a pas lieu car le roi n'offre aucune résistance au dictateur.
Emmanuel-Philibert meurt en 1931 et est enterré au cimetière militaire de Fogliano Redipuglia. Le Pont Duc d'Aoste, à Rome, a reçu ce nom en l'honneur du prince lors de son inauguration en 1942.

## Distinctions
- Chevalier de l'ordre de l'Annonciade
- Chevalier grand-croix de l'ordre militaire de Savoie
- Chevalier grand-croix de l'ordre des Saints-Maurice-et-Lazare
- Chevalier grand-croix de l'ordre de la Couronne d'Italie
- Chevalier de l'ordre civil de Savoie
- Chevalier d'honneur et dévotion de l'ordre souverain de Malte